# Голубичи (станция)
Голубичи (укр. Голубичі) — промежуточная железнодорожная станция 5-го класса Киевской дирекции Юго-Западной железной дороги на линии Чернигов—Новобелицкая, расположенная в пгт Репки (бывшем посёлке Яворцы) (Черниговская область, Украина). Название станции из-за села Голубичи, расположенного юго-восточнее.

## История
Станция была открыта в 1930 году в составе новой ж/д линии Чернигов—Новобелицкая. На станции осуществлялись приём и выдача багажа и продажа билетов на поезда местного  и дальнего следования, приём и выдача грузов повагонными отправками открытого хранения на местах общего пользования, приём и выдача грузов на подъездных путях. Здание вокзала построено в 1959 году.

## Общие сведения
Станция представлена двумя боковыми платформами. Имеет 4 пути. Есть здание вокзала. Есть складские помещения (пакгауз). 

## Пассажирское сообщение
Ежедневно станция принимает две пары пригородных поездов сообщения Чернигов—Горностаевка.